# Жер (приток Роны)
Жер (фр. Gère) — река во Франции, левый приток Роны, протекает по региону Овернь — Рона — Альпы в департаменте Изер. Протяжённость реки — 35 км. Площадь водосборного бассейна — 301 км².
Начинается возле границ коммун Шатонне и Коммель. Протекает в северо-западном направлении и впадает в Рону в городе Вьен. Средний расход воды — 3,15 м³/с.
Высота истока — 549 м над уровнем моря. Высота устья — 152 м над уровнем моря.